# Ondřej Liška
Pour les articles homonymes, voir Liška.
Ondřej Liška, né le 14 juillet 1977 à Brno, est un homme politique tchèque, président du Parti Vert de 2009 à 2014.
Il est député de 2006 à 2010 et ministre de l'Éducation, de la Jeunesse et des Sports de la République tchèque de 2007 à 2009, dans le gouvernement de Mirek Topolánek.

## Biographie

### Formation
Ondřej Liška suit sa scolarité secondaire de 1990 à 1995 au lycée de l'évêché de Brno puis effectue des études de sciences politiques et sciences des religions à l'Université Masaryk de Brno (masters obtenus en 2001 et 2002). En 2000-2001, il travaille pour le Forum 2000 (en) ; en 2003-2004 il préside le forum tchéco-autrichien pour le dialogue.
Il est le cofondateur de plusieurs associations ou ONG : Les jeunes pour la compréhension interculturelle (Mládež pro interkulturní porozumění, 1998),  Affaires publiques Brno (Brno věc veřejná, 2005) et l'Institut pour la citoyenneté active (Institut aktivního občanství, 2011).
Il est l'auteur de plusieurs ouvrages académiques et d'articles sur l'église souterraine sur les activités de l'Église catholique en Tchécoslovaquie à l'époque communiste. Il a obtenu en 1999 le prix « Talent de l'année » décerné par le ministre de l'Éducation.
Il est également de cofondateur du groupe musical de nu jazz Lesní zvěř.
Il parle couramment l'anglais et l'allemand et possède des connaissances de base en français, italien et russe. Il a également des notions d'arabe littéral et d'hébreu biblique.

### Famille
Il est marié (sa femme vient d'Italie) et est le père de deux enfants.

### Carrière politique
Il adhère en 2002 au Parti Vert et est élu au Conseil municipal de Brno.
Il travaille ensuite de 2004 à 2006 comme conseiller pour le développement régional pour le Groupe des Verts/Alliance libre européenne du Parlement européen.
Aux élections législatives de 2006, il est élu député de la circonscription de Moravie-du-Sud. À la chambre des députés, il préside la commission des affaires européennes.
De 2007 à 2009, il est ministre de l'Éducation, de la Jeunesse et des Sports dans le gouvernement de Mirek Topolanek.
En 2009, à la suite de la démission de Martin Bursík consécutive aux mauvais résultats des Verts lors des Élections européennes de 2009 en République tchèque, il prend la présidence du parti, à laquelle il est confirmé lors des congrès de 2010 et 2013 malgré la contre-candidature de Martin Bursík.
Lors des élections législatives de 2010 (à Brno) et de 2013 (à Prague), il ne parvient pas à revenir à la chambre des députés.

## Publications
- Církev v podzemí a společenské Koinótés (L'Église souterraine et la Koinótés sociale). Sursum 1999
- Jede Zeit ist Gottes Zeit die Untergrund-Kirche in der Tschechoslowakei — 1948 - 1989, St. Benno Buch U. Zeitsch, 2003  (ISBN 978-3-7462-1584-6) consultable sur google books
- Sekulární a náboženská kritika orientalistiky (Critique laïque et religieuse de l'orientalisme), mémoire de fin d'études
- Politický islám v kontextu blízkovýchodního konfliktu (L'islam politique dans le contexte du conflit au Moyen-Orient), mémoire de fin d'études